# Gulf Islands National Park
Gulf Islands nationalpark er en 36 km² stor nationalpark i British Columbia, Canada. Den består af 16 øer samt et stort antal holme og rev i Gulf Islands. Parken blet oprettet i 2003. .
Nationalparken strækker sig 200 meter ud i havet. På Gulf Islands findes 15 udrydningstruede arter, 10 truede arter og 13 arter af speciel interesse. Arterne omfatter blandt andet sommerfugle, skaldyr og spækhuggere. 